# (21456) Myers
(21456) Myers (1998 HM46) – planetoida z pasa głównego asteroid okrążająca Słońce w ciągu 3,44 lat w średniej odległości 2,28 j.a. Odkryta 20 kwietnia 1998 roku.